# Schweißtest
Der Schweißtest nach Pilocarpin-Iontophorese ist der klinische Nachweis für das Vorliegen der Stoffwechselerkrankung Mukoviszidose. Im Schweiß von Mukoviszidose-Patienten wird ein im Vergleich zu gesunden Probanden erhöhter Kochsalzgehalt (Natriumchlorid-Ionengehalt)  gefunden.
Die korrekte Durchführung erfordert eine Sammlung des Schweißes über 30 Minuten und eine Auswertung, die direkt die Chloridionenkonzentration bestimmt.
Als eindeutig pathologisch gilt eine Konzentration von über 60 mmol Chlorid/l. Werte über 30 mmol/l gelten als grenzwertig und sollten zu einer Wiederholung des Schweißtests führen.